# Cha-uat
Cha-uat (em tailandês: อำเภอชะอวด) é um distrito da província de Nakhon Si Thammarat, no sul da Tailândia. É um dos 23 distritos que compõem a província. Sua população, de acordo com dados de 2012, era de 85 968 habitantes, e sua área territorial é de 833,002 km².
O distrito foi criado em 1 de janeiro de 1953.